# Methoxybenzaldehyde
| keine GHS-Piktogramme |

| keine GHS-Piktogramme |

| keine GHS-Piktogramme |

Die Methoxybenzaldehyde bilden in der Chemie eine Stoffgruppe, die sich sowohl vom Benzaldehyd als auch vom Anisol ableitet. Die Struktur besteht aus einem Benzolring mit angefügter Aldehyd- (–CHO) und Methoxygruppe (–OCH3) als Substituenten. Durch deren unterschiedliche Anordnung ergeben sich drei Konstitutionsisomere mit der Summenformel C8H8O2. In erster Linie kann man sie als methoxysubstituierte Benzaldehyde ansehen. Der 4-Methoxybenzaldehyd ist vor allem unter seinem Trivialnamen Anisaldehyd bekannt. In der englischsprachigen Literatur wird der Begriff Anisaldehyd (anisaldehyde) auch für die 2- und 3-Methoxybenzaldehyde verwendet.

## Vorkommen

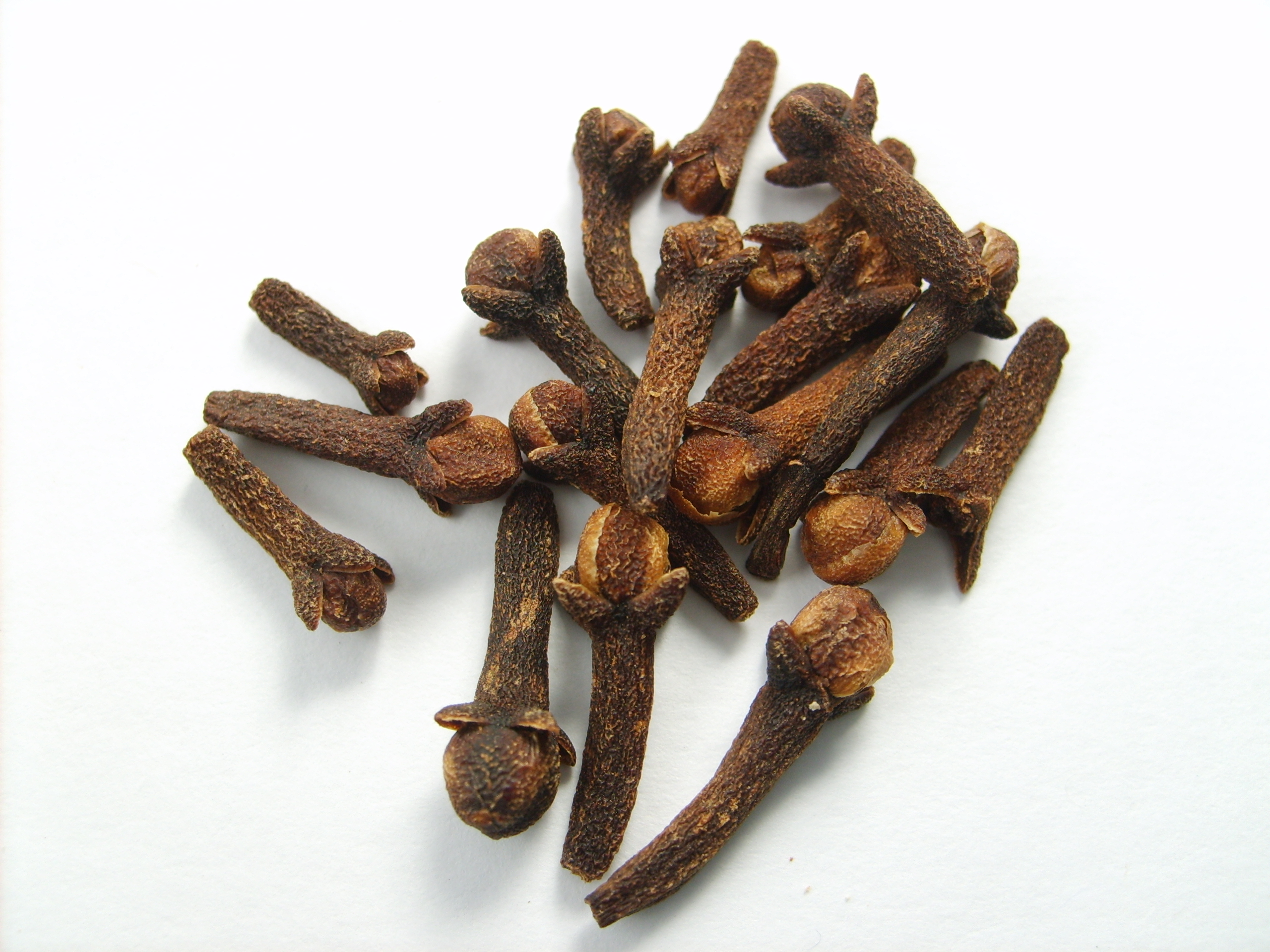
Gewürznelken enthalten natürlicherweise 3-Methoxybenzaldehyd

2-Methoxybenzaldehyd kommt natürlich in Cinnamomum aromaticum vor. 3-Methoxybenzaldehyd findet sich in den Früchten des Gewürznelkenbaums. 4-Methoxybenzaldehyd kann in Basilikum,  im Ostasiatischen Riesenysop, Fenchel, Echtem Sternanis und Anis nachgewiesen werden. 

## Derivate
Derivate mit einer zusätzlichen Hydroxygruppe sind das Vanillin, das Isovanillin und das ortho-Vanillin. Die von den Methoxybenzaldehyden abgeleiteten Benzylalkohole sind die Methoxybenzylalkohole, die analogen Carbonsäuren die Methoxybenzoesäuren.